# Eduard Friedrich von Eversmann
Pour les articles homonymes, voir Eversmann.
Eduard Friedrich von Eversmann (russifié en Eduard Alexandrowitsch von Eversmann) est un naturaliste et un explorateur prussien, né le 23 janvier 1794 à Wehringhausen près de Hagen en comté de La Marck et mort le 14 avril 1860 à Kazan.

## Biographie
Il fait ses études aux universités de Marbourg, Halle, Berlin et Dorpat. Il est diplômé de philosophie et maître de sciences libérales à Halle en 1814, et docteur de médecine et de chirurgie à Dorpat en 1817. Durant les trois années suivantes, il voyage dans le sud de l’Oural où il récolte des spécimens d’histoire naturelle qu’il envoie à Hinrich Lichtenstein (1780-1857) de l’université de Berlin.
Eversmann prépare longuement un voyage en Asie centrale pour y récolter à nouveau des spécimens d’histoire naturelle. Il étudie notamment les langues, les us et coutumes ainsi que la religion musulmane des peuples de cette région. En 1820, il part pour Boukhara déguisé en marchand, voyage qu’il décrit dans Reise von Orenburg nach Buchara (1823), la partie consacrée à l’histoire naturelle étant de la main de H. Lichtenstein. En 1825, il accompagne l’expédition militaire à Khiva. En 1828, il obtient le poste de professeur de zoologie et de botanique à l’université de Kazan. Durant les treize années suivantes, il fait paraître de nombreuses publications qui le font considérer comme un pionnier de la recherche sur la faune et la flore du sud-est des steppes de la Russie, entre la Volga et l’Oural. Il est considéré aussi comme le pionnier de l’entomologie russe.

## Hommages
Son nom est commémoré dans plusieurs animaux comme les oiseaux le rougequeue d'Eversmann, Phoenicurus erythronotus et le pigeon d'Eversmann Columba eversmanni.
Une partie de ses collections botaniques est conservée à l'herbier de l'université de Moscou.